# کازوتو سایکی
کازوتو سایکی (انگلیسی: Kazuto Saiki؛ زادهٔ ۲۰ اوت ۱۹۷۰) بازیکن فوتبال اهل ژاپن است.
از باشگاه‌هایی که در آن بازی کرده‌است می‌توان به باشگاه فوتبال یوکوهاما مارینوس اشاره کرد.